# Herbert Herz
Pour les articles homonymes, voir Herz.
 (avril 2017).
Si vous disposez d'ouvrages ou d'articles de référence ou si vous connaissez des sites web de qualité traitant du thème abordé ici, merci de compléter l'article en donnant les références utiles à sa vérifiabilité et en les liant à la section « Notes et références ».
Herbert Herz, né le 7 mai 1924 à Augsbourg et mort le 11 août 2016 en Suisse, est un ancien résistant du mouvement de résistance FTP-MOI, membre des groupes « Carmagnole » et « Liberté » de Grenoble et de Lyon.

## Biographie
Né le 7 mai 1924 à Augsbourg en Bavière, il a passé son enfance en Allemagne jusqu'à l'âge de dix ans. Sa famille a souffert de la montée du nazisme et a émigré vers Dijon en 1934. Rattrapé par les nazis en France dès la débâcle de 1940, il échappe de peu en 1942 à la déportation, lors de la rafle des Juifs étrangers en zone libre (Auvergne). En effet, arrêté par la gendarmerie de Riom, mis en prison pour la nuit, il sera libéré par le commandant de gendarmerie Maurice Berger. Puis il s’engage dans la résistance armée au sein des FTP-MOI, les Francs-tireurs et partisans de la Main-d'œuvre immigrée, tout d'abord à Grenoble dans le groupe Liberté, puis à Lyon dans le groupe Carmagnole et ensuite dans le Sud de la France. Les FTP-MOI se composaient majoritairement d'étrangers, communistes, dont la plupart étaient juifs. Il y avait également des Arméniens, des anciens de la guerre d'Espagne et d'Italie ainsi que quelques français.
Le frère aîné de Herbert Herz, Emmanuel, né en 1921, partira pour la Suisse. Il entrera illégalement en Suisse et sera ensuite refoulé par les douaniers suisses, en contradiction avec les lois en vigueur à l'époque qui voulaient que les réfugiés entrés en Suisse puissent y rester. Emmanuel passera par différents camps, dont celui de Rivesaltes et de Drancy et mourra dans le camp de concentration d'Auschwitz.
Herbert Herz a été nommé Chevalier de la Légion d'honneur pour Hauts Faits de résistance. Il a également reçu le diplôme d'honneur des Anciens Combattants de 39-45, décerné par le maire de Ferney-Voltaire lors de la cérémonie du 11 novembre 2010 ainsi que différentes médailles et décorations.
Herbert Herz , après avoir travaillé au CERN. à Genève, Suisse, jusqu’à sa retraite, a ensuite vécu à Ferney-Voltaire. Après avoir réussi à faire honorer de la médaille des Justes Maurice Berger, à titre posthume, il sera nommé délégué de l’Institut Yad Vashem de Jérusalem (région Suisse-Savoie-Dauphiné), Il aura à cœur de rechercher et de faire honorer de la médaille des Justes les personnes ayant sauvé des Juifs au péril de leur vie du temps de la Shoah. Il a réussi à faire honorer 117 Justes parmi les Nations en France et en Suisse. Herbert Herz a préféré se souvenir de ceux qui ont aidé les Juifs pendant la Seconde Guerre mondiale plutôt que d'en vouloir à ceux qui ont refoulé son frère.
Son livre de témoignage intitulé "Mon combat dans la Résistance FTP-MOI, Souvenirs d'un jeune Juif allemand", a été publié aux éditions Manny Samuel en janvier 2007.
Deux traductions seront publiées fin avril 2011, une en anglais intitulée Fighting in the French Resistance, Memories of a young German Jew. Une traduction en allemand : Als Partisan im Französischen Widerstand, Erinnerungen eines deutsch-jüdischen Widerstandskämpfers.
Écologiste de la première heure, il importera des capteurs solaires en Europe, vers la fin des années 1970. Il sera également à l'origine de la récupération de l'aluminium et du verre à Genève. Herbert Herz a également planté des centaines d'arbres à Genève et dans l'Ain.
Herbert Herz meurt le 11 août 2016 à l'âge de 92 ans, d'un arrêt cardiaque.